# Gokindzso monogatari
A Gokindzso monogatari (ご近所物語; Hepburn: Gokinjo monogatari) japán anime, amely tizenévesek számára készült.

## Cselekmény
A főszereplő Mikako Kóda, aki a Jaza Gaku divattervezői iskola hallgatója. Álma, hogy híres divattervező lehessen, és saját márkája legyen, a Happy Berry. A gyerekkori barátjával, Cutomu Jamagucsival, még akkor is közel vannak egymáshoz, ha ez csak egy fiatal, plátói barátság. Cutomuval egy iskolába járnak és Miakako egyre közelebb kerül hozzá, így a szoros barátságból szerelem szövődik a későbbiekben. A történet arról szól, hogy a fiatalok hogy valósítják meg álmukat, hogy megtalálják az igazi, nagy szerelmet, és még az élet sok-sok problémáival. 
Mikako és a Happy Berry története tovább folytatódik a Paradise Kiss című animében. 
A rajz és a történet Jazava Ai munkája, és így egy sikeres, több kötetes manga született belőle. Később díjat nyert, és anime is készült a műből.
50 epizódot készítettek belőle egyenként 25 percesek.